# Abou Hassan Aref Halawi
Scheich Abou Hassan Aref Halawi (arabisch الشيخ أبو حسن عارف حلاوي, DMG aš-Šaiḫ Abū Ḥasan ʿĀrif Ḥalāwī, geb. 1900; gest. 26. November 2003) war ein drusischer Hierarch. Er wurde 103 Jahre alt und lebte in den Bergen des Barouk, Chouf, einer Region, in der die Drusen im Libanon eine Mehrheit stellen.
Seine Anhänger nannten ihn „Herr vom Berge“, da er ein striktes Einsiedlerleben führte und sich nur spirituellen Fragen widmete. Sein asketisches Leben machte ihn nichtsdestotrotz zu einer Autorität der drusischen Religionsgemeinschaft (Madhhab at-Tauhīd).

## Leben
Abou Hassan Aref Halawi wurde um 1900 im Chouf, im Süden des Libanongebirges geboren. Schon seit seiner Jugend widmete er sich dem Studium der Meditation und der Tauhīd. Stundenlang zog er sich zurück in die umgebenden Berge um das Absolute, Gott, zu erkennen. Er heiratete eine Jungfrau aus einem Nachbarort, Sheikha Zahr, die Tochter des Yazbaki-Scheichs Haseeb Sayeq. Haseeb Sayeq war eine führende religiöse und politische Figur im Machtkonflikt zwischen den Yazbakis und den Dschumblatt.
Aufgrund seiner asketischen Lebensweise vollzog Halawi die Ehe nicht und hielt die Verbindung zu seiner Frau nur symbolisch. Im Arabischen heißt dieses Verhalten eine „Ehe auf Sicht“.
Die letzten 30 Jahre seines Lebens verbrachte er in seinem Zimmer in einem Kloster, verborgen vor der Öffentlichkeit und dem weltlichen und sozialen Leben. Er akzeptierte nur den Besuch seiner Glaubensgenossen und derjenigen, die seine Führung und seinen Rat suchten. Er hielt strenge Askese.
Abou Hassan Aref hatte die Fähigkeit, andere zu beraten und zukünftige Ereignisse oder Handlungen vorherzusagen. Die Erfüllung seiner Vorhersagen machte ihn zu einer Legende. Er machte zahlreiche Vorhersagen, von denen die berühmtesten den späteren Präsidenten Émile Lahoud betrafen. Lahoud, ein maronitischer Christ und seinerzeit nur ein rangniedriger Offizier, besuchte den geschätzten Scheich, um ihn um Rat zu bitten. Dieser sagte ihm voraus, dass er ein großartiges Militär und Oberbefehlshaber der libanesischen Armee werden würde. Als dies eingetroffen war, ging er erneut zum Scheich und erhielt die Vorhersage, dass er bald Präsident des Libanon sein würde, was einige Monate später eintraf.
Eine andere Vorhersage betraf den jungen Wadi Al Safi, der – ebenfalls Maronit – vorhergesagt bekam, dass er ein berühmter Sänger werden würde. Er ist heute ein beliebter Sänger für Volkslieder des Libanon.

### Politischer Einfluss
Auch auf öffentlicher Ebene hatte der „Herr des Berges“ Einfluss, wenngleich er sich selten in die Politik einmischte. Er wurde immer wieder von den Führern seiner Gemeinde gebeten, Ratschläge zu erteilen. Seine bedeutendsten Beiträge zur Politik erfolgten Mitte der 1980er Jahre inmitten des libanesischen Bürgerkriegs (1975–1990), als sich die israelische Invasionsarmee im Libanon, in der Region des Chouf und Südlibanon, auf dem Rückzug befand (September 1983) und die großen Drusenstädte von der Armee der libanesischen Phalanx (Kata’ib), die mit Israel verbündet war, verlassen wurden. Die Drusenführer der Takadumi-Eshtiraki-Partei besuchten Halawi, um ihn um Führung, Rat und Genehmigung zu bitten. Sie wollten die stark verschanzten Stellungen dieser irregulären Armee angreifen, mit der Absicht, die Drusenregion Chouf, Aley und El Maten zurückzuerobern. Der Scheich forderte sie jedoch auf, den Angriff um zwei Tage zu verschieben. Der ursprünglich geplante Termin war ein klarer, sonniger Tag, und die Angreifer wären ein leichtes Ziel für die falangistische Artillerie und die israelischen Flugzeuge geworden. Zwei Tage später jedoch war der Himmel bewölkt und die Drusenkräfte waren durch Nebel geschützt, wodurch sie siegten, ohne viele Männer zu verlieren. Die von den Takadumi-Eshtiraki angeführten Drusen drangen an drei Fronten in die Region ein, und die berühmte Schlacht am Berg begann. In wenigen Stunden wurden Bhamdoun und Aley zurückerobert, und die Macht im Chouf und der gesamten Region ging wieder an die drusischen Kräfte.
Mitte der 1990er Jahre erließ Halawi ein religiöses Dekret, welches es den in Israel lebenden Drusen verbot, ihren Militärdienst zu leisten oder mit den israelischen Behörden zusammenzuarbeiten.
Die in Israel lebenden Drusen (etwa 70.000) sind die einzigen Araber, die Militärdienst leisten müssen. Mit diesem Edikt erwarb sich Halawi in der arabischen Welt großen Respekt. Die Wirkung dieses Edikts ist jedoch nur schwer zu messen.
Zudem gab Halawi zusammen mit den religiösen Führern der Drusengemeinschaft andere Erklärungen ab, in denen er Israels „barbarische Aggressionen“ gegen die Palästinenser verurteilte. Er wandte sich jedoch auch ausdrücklich gegen Geiselnahmen von drusischen Gruppen und Massaker an Zivilisten. Nach der Ermordung von Kamal Dschumblat durch syrische Agenten hielt sich der kriegsbereite Walid Dschumblat dennoch an Scheich Abu Hassans Anweisungen.

## Spiritualität
Auch im privaten Bereich war er für viele Menschen eine Autorität und sorgte mit Vorhersagen, Gebeten und seiner Meditation für Arme und Kranke, die zu ihm kamen. Er heilte, sorgte für Gerechtigkeit und forderte edle Taten, wobei er mit gutem Beispiel voranging.
Er schätzte den immateriellen Wert der Dinge, der außerhalb der physischen Sinne und der menschlichen Normen liegt. Dabei blieb er bescheiden und bezeichnete sich selbst nur als einen bescheidenen Nachfolger und Diener Gottes, der einzig Respekt forderte.

## Tod
Am 26. November 2003 verstarb der angesehene spirituelle Führer Scheich Abou Hassan Aref Halawi in seinem Hause an einer Lungenentzündung, nachdem er bereits zwei Monate bettlägerig gewesen war.
Seit seinem Tod ist sein Grab ein Wallfahrtsort für Gläubige.

## Vermächtnis
Zu seinen Ehren wurde die Charity Association of Sheikh Abou Hassan Aref Halawi (arabisch مؤسسة المرحوم سيدنا الشيخ ابو حسن عارف حلاوي الخيرية) gegründet, die ein Krankenhaus betreibt.